# Савватий Соловецкий
Савва́тий Солове́цкий († 27 сентября 1435) — преподобный Русской церкви, основатель Соловецкого монастыря.

## Жизнеописание

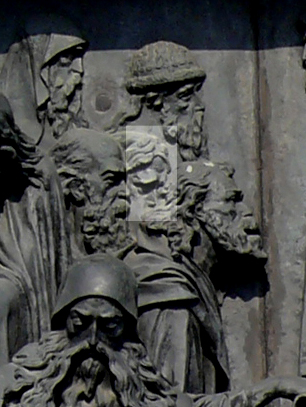
Савватий Соловецкий на памятнике «Тысячелетие России» в Великом Новгороде

Согласно житию, во времена митрополита Фотия Савватий уже подвизался в Кирилло-Белозерском монастыре. Узнав, что в «Ноугородцкой области» есть Валаамский монастырь, где иноки ведут жизнь более строгую, Савватий перебрался туда. Удивляя братию своим терпением и смирением, он искал место для совершенного уединения и безмолвной молитвы. Савватий узнал, что в двух днях плавания от берега в Белом море стоит большой остров, никем не населённый, и ушёл из Валаамского монастыря.
Сначала он поселился у часовни на реке Выг, где встретил инока Германа, одиноко жившего в лесу. Герман согласился сопровождать Савватия на остров и остаться с ним там. Оба старца в 1429 году благополучно прибыли на карбасе на остров и, не доходя 13 км до места современного монастыря, они близ озера водрузили крест и поставили шатëр. Затем они выбрали для кельи более удобное место в версте от моря, на берегу озера, у высокой Секирной горы. Спустя некоторое время Герман покинул обитель, а через 2 года после его отъезда отправился в Выг и Савватий, где причастился у игумена Нафанаила и почил.
Постепенно, уже после смерти Савватия, на острове поселились другие отшельники и возник монастырь, получивший название Соловецкого.
Мощи преподобного Савватия были перенесены в Соловецкий монастырь в 1465 году при игумене Зосиме и положены в землю за алтарём Успенского собора, где находились до 1566 года. В этом году, 8 августа, они вместе с мощами преподобного Зосимы были перенесены в придел Спасо-Преображенского собора, устроенный во имя этих соловецких святых.
На московском соборе, бывшем при митрополите Макарии, в 1547 году, установлено наряду с другими отечественными святыми совершать память преподобного Савватия 27 сентября (по юлианскому календарю).
В 1861—1925 годах мощи находились в Свято-Троицком соборе монастыря. С 1992 года мощи покоились в Благовещенском храме Соловецкого монастыря, в богато украшенной раке, затем — в Филипповском храме, на лето переносились в Спасо-Преображенский собор.
С 2016 года мощи Савватия, Зосимы и Германа Соловецких покоятся в Свято-Троицком соборе монастыря.